# Каскор
«Каскор» — комплекс промышленных объектов Казахстана. Образован в 1959 году. Первый отряд горняков был размещен в двух
местах: основная часть в районе Колтык, расположенном вблизи г. Актау, остальная — во впадине уранового рудника Каракия. Горно-обогатительные работы в Каракие проводились в военно-химических лабораториях. Позднее на их основе были построены горно-обогатительная фабрика и комплексный химико-гидрометаллургический завод. Развитие промышленного региона сопровождалось строительством «Поселка Гурьев-20». Построены азотно-туковый, машиностроительный, ремонтно-механические заводы, серной кислоты железно-дорожного транспорта и ремонтно-строительные управления, 2 автобазы и др. С 1990 вступил в строй первый лазерный промышленный комплекс. Азонто-туковый завод в 80-е гг. 20 в. достиг проектной мощности и начал выпускать ежегодно 4 млн т минеральных удобрений. Кроме нитрофосфатов завод освоил выпуск удобрений типа аммофос и нитроаммофос. Внедрена в производство технология выделения 14 видов редких элементов тина фосфора, серы, скандия. Созданы машиностроительный завод и фирма зубной пасты «Дикфа». В составе «Камкор» государственные малые предприятия «Конструктор», «Шанс», «Литейник», «Айна».